# Ketenregeling
De ketenregeling is een Nederlandse regeling inzake de arbeidsovereenkomst. De regeling is opgenomen in artikel 668a, van Boek 7, van het Burgerlijk Wetboek.

## Actueel
Vanaf 1 januari 2020 kan iemand drie tijdelijke contracten binnen drie jaar tijd overeenkomen voordat er een vast dienstverband ontstaat. Daarbij mag een onderbreking van hoogstens zes maanden plaatsvinden.

## Achtergrond
Met de inwerkingtreding op 1 januari 2020 van de WAB is de ketenregeling op een aantal zaken gewijzigd ten opzichte van de WWZ. Tot 2015 konden werkgevers drie tijdelijke contracten in drie jaar tijd overeenkomen zonder dat het contract transformeerde in een overeenkomst voor onbepaalde tijd. Daarna kwam iemand na twee jaar in vaste dienst met de inwerkingtreding van de WWZ. Dit had volgens kabinet-Rutte III niet het gewenste effect. Het werd weer teruggedraaid met de inwerkingtreding van de WAB.